# هاوکر ایرکرافت
هاوکر ایرکرفت (به انگلیسی: Hawker Aircraft) یک شرکت بریتانیایی سازندهٔ هواگرد بود. این شرکت، سازندهٔ برخی از معروفترین هواگردها در تاریخ هوانوردی بریتانیا است.

## تاریخچه
ریشهٔ تاریخی هاوکر در پیامدهای پس از جنگ جهانی اول است که موجب ورشکستگی شرکت ساپویذ اوییشن شد. تست پایلوت شرکت ساپویذ هری هاوکر و سه تن دیگر از جمله تامس ساپویذ دارایی‌های ساپویذ را خریده و در سال ۱۹۲۰ اچ. جی. هاوکر انجینیرینگ را پدید آوردند.
در سال ۱۹۳۳ این شرکت به هاوکر ایرکرفت تغییر نام داد و از رکود بزرگ و موقعیت مالی نیرومند خود بهره برد و در سال ۱۹۳۴ شرکت گلاستر ایرکرفت را خریداری کرد. سال بعد این شرکت با شرکت آرمسترانگ سیدلی و شرکت وابسته‌اش آرمسترانگ ویتورث ایرکرفت ادغام شد و شرکت هاوکر سیدلی ایرکرفت را پدید آورد. این گروه همچنین شرکت آورو را هم به خود جذب نمود.
هاوکر ایرکرفت از سال ۱۹۵۵ به تولید طراحی‌های خود با نام هاوکر ایرکرفت و به عنوان بخشی از هاوکر سیدلی ایرکرفت که بخشی از گروه هاوکر سیدلی بود ادامه داد. در سال ۱۹۶۳ برند هاوکر مانند برندهای دیگر شرکت‌های خواهر حذف شد. هواگرد هاوکر سیدلی پی.۱۱۲۷ آخرین هواگردی بود که با برند هاوکر عرضه شد.